# Jodi (cràter)
Jodi és un cràter d'impacte en el planeta Venus de 10,2 km de diàmetre. Porta el nom d'un antropònim anglès, i el seu nom va ser aprovat per la Unió Astronòmica Internacional el 1997.